# Sentinel-2
Sentinel-2 es una misión de observación terrestre desarrollada por la ESA dentro del programa Copérnico para desarrollar observaciones del planeta Tierra para dar servicios como el seguimiento de la evolución de los bosques, los cambios en la corteza terrestre y la gestión de los desastres asociados a fenómenos naturales. Está compuesto por dos satélites idénticos: Sentinel-2A y Sentinel-2B.

## Información general
La misión Sentinel-2 tiene las siguientes características:
- Imagen multiespectral datos con 13 bandas en el Espectro visible, en el infrarrojo cercano  e infrarrojos de onda corta además del  espectro electromagnético
- Cobertura global sistemática de las capas de tierra de 56° S a 84° N, aguas costeras, y cubre todo el mar Mediterráneo[1]
- Revisa cada 5 días las zonas manteniendo los mismos ángulos de visión. En latitudes altas, Sentinel-2 realiza las labores cada cinco días, pero con diferentes ángulos de visión.
- La resolución espacial de 10 m, 20 m y 60 m
- Tiene un amplio campo de visión de 290 km
- Sigue una política de datos libre y en abierto

## Lanzamiento
Ambos satélites trabajan en órbitas opuestas. El primer satélite, el Sentinel-2A se lanzó el 23 de junio de 2015 en el cohete espacial Vega Sentinel-2B se lanzó en marzo de 2017, a bordo del mismo tipo de cohete.

## Aplicaciones

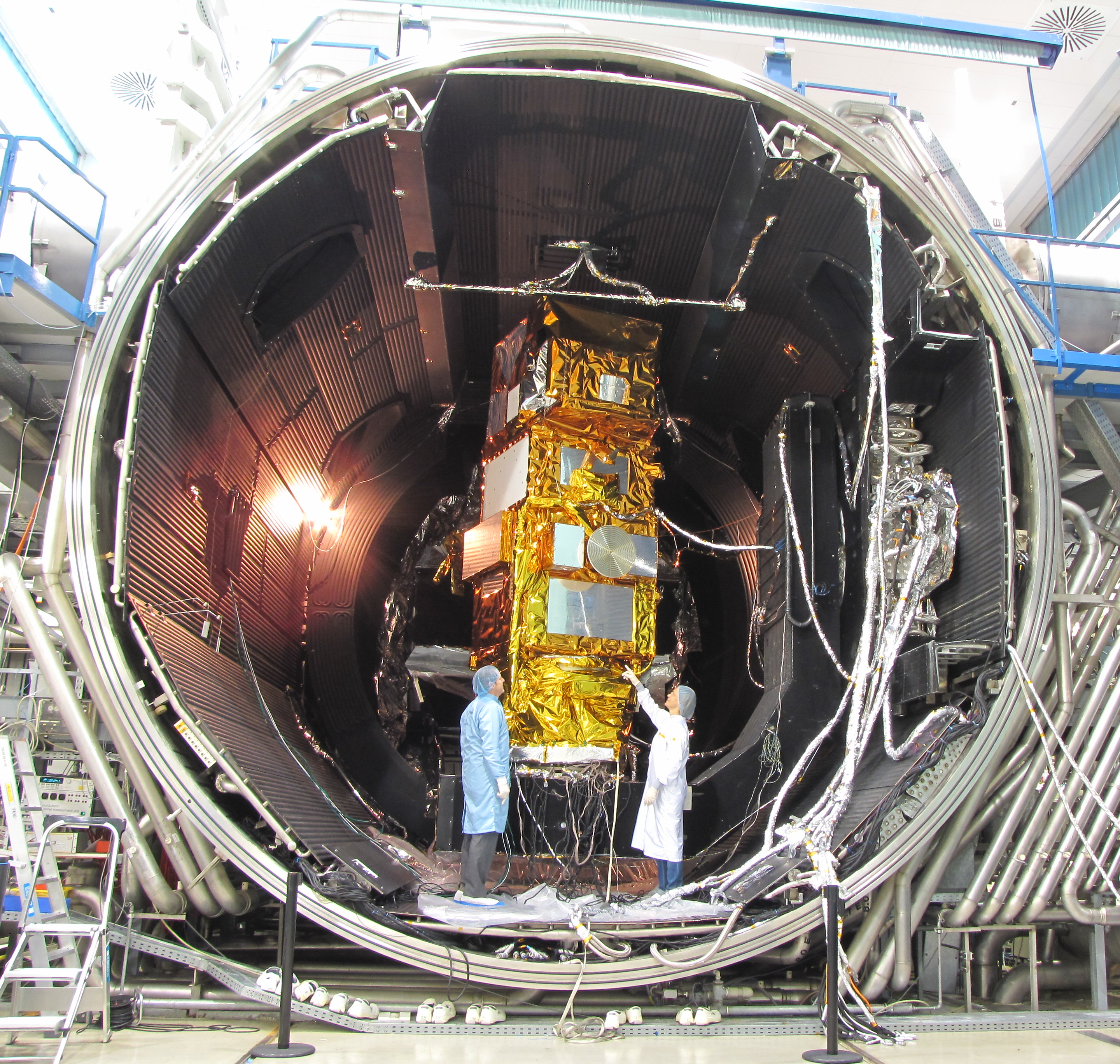
Sentinel-2A en cámara de vacío

El Sentinel-2 servirá para una amplia gama de aplicaciones relacionadas con la superficie de la Tierra y las zonas costeras.
La misión será principalmente proporcionar información para las prácticas agrícolas y forestales y para ayudar a gestionar la seguridad alimentaria. Las imágenes de satélite se pueden usar para determinar diversos índices de plantas tales como el área de clorofila de las hojas y los índices de contenido de agua. Esto es especialmente importante para la predicción del rendimiento efectivo y las aplicaciones relacionadas con la vegetación de la Tierra.
Así como la vigilancia del crecimiento de la planta, Sentinel-2 se puede utilizar para trazar los cambios en la cubierta vegetal y para vigilar los bosques del mundo. También proporcionará información sobre la contaminación de lagos y aguas costeras. Imágenes de las inundaciones, erupciones volcánicas y deslizamientos de tierra contribuyendo a la cartografía de desastres y ayudar a los esfuerzos de ayuda humanitaria.
Los ejemplos de aplicaciones incluyen:
- El cambio de cobertura terrestre en la vigilancia ambiental-
- Aplicaciones agrícolas, como la vigilancia de los cultivos y de gestión para ayudar a la seguridad alimentaria
- Conocimiento al detalle de la vegetación, el seguimiento de los bosques y la generación de parámetros (por ejemplo, índice de área foliar, la concentración de clorofila, las estimaciones de masa de carbono)
- Observación de las zonas costeras (vigilancia del medio ambiente marino y la cartografía de las zonas costeras)
- Vigilancia de las aguas continentales
- Vigilancia de Glaciares, mapeo de la extensión del hielo, el seguimiento de la capa de nieve
- Mapeo y gestión de las inundaciones (análisis de riesgos, evaluación de pérdidas, gestión de desastres durante las inundaciones)

La aplicación de vigilancia de Internet Sentinel ofrece una manera fácil de observar y analizar los cambios de la tierra sobre la base de los datos archivados Sentinel-2.